# Bendis hinna
Bendis hinna är en fjärilsart som beskrevs av Charles Andreas Geyer 1837. Bendis hinna ingår i släktet Bendis och familjen nattflyn. Inga underarter finns listade i Catalogue of Life.